# Psychotria tanganyicensis
Psychotria tanganyicensis är en måreväxtart som beskrevs av Bernard Verdcourt. Psychotria tanganyicensis ingår i släktet Psychotria och familjen måreväxter.

## Underarter
Arten delas in i följande underarter:
- P. t. longipes
- P. t. tanganyicensis
- P. t. ferruginea